# Solent Stars
El Solent Stars es un equipo de baloncesto inglés con sede en la ciudad de Southampton que compite en la División 1 de la Liga de Baloncesto Inglesa. De 1987 a 1990 compitieron en la Liga de Baloncesto Británica de la que fueron uno de los equipos fundadores.

## Plantilla actual
actualizada a 25 de febrero de 2007
| Nombre                | Posición | Altura(en pies) |
| Clayton Milner        | Centre   | 6'4"            |
| Paul Young            | Centre   | 6'8"            |
| Ryan Payne            | Guard    | 5'9"            |
| Liam Mitchell         | Guard    | 6'2"            |
| Antonio "Stix" Bright | Forward  | 6'6"            |
| Matt Godfrey          | Forward  | 6'6"            |
| Gavin Frecklington    | Guard    | 6'0"            |
| Ben Stanley           | Forward  | 6'3"            |
| Nick O'Harabe         | Forward  | 6'5"            |
| Kunle Lawal           | Guard    | 6'0"            |
| John Wilkins          | Centre   | 6'8"            |
| Earl Moore            | Forward  | 6'5"            |
| Darren Mason          | Centre   | 6'10"           |
| Phil Lane             | Guard    | 6'0"            |